# 1. FCA Darmstadt
Der 1. FCA Darmstadt (kurz für 1. FC Arheilgen 04 Darmstadt e. V.) ist ein Sportverein in Darmstadt. Neben Fußball bestehen weitere Abteilungen wie Tennis, Boule, Gymnastik, Cricket, American Football oder Beachsport.

## Geschichte
Gegründet wurde der 1. FCA Darmstadt am 10. September 1954 unter dem Namen 1. FC 04 Arheilgen, als man die fußballerische Tradition der SpVgg. 04 Arheilgen fortsetzen wollte. Diese war 1921 aus der Fusion der örtlichen Fußballvereine FC Olympia 04 (der FCA-„Urzelle“) und FC Germania 06 (der späteren SG Arheilgen) entstanden. 1954 war man sich aber uneins über die Entwicklung der Fußballabteilung geworden, woraufhin sich mehrere Leistungsträger der SG Arheilgen den Rücken kehrten und den 1. FC 04 Arheilgen ins Leben riefen. Das erste Pflichtspiel wurde am 17. April 1955 ausgetragen, in dem man direkt im ersten Spiel der B-Klasse in Hergershausen den langjährigen, ungeschlagenen Meister mit 3:2 bezwang. Durch diesen ersten Sieg wuchs die Mitgliederzahl enorm, sodass es noch 1955 zu einem Freundschaftsspiel gegen den Karlsruher SC kam.
Am 22. Mai 1955 wurde der Sportplatz mit einem Spiel gegen den sportlichen Rivalen SKG Gräfenhausen eingeweiht. Bereits in der ersten Saison stieg der FCA dann als Meister auf. Am 21. Mai 1967 gelang dann gar der Aufstieg in die drittklassige Hessenliga. Nachdem sich die Zuschauerzahlen trotz der sportlichen Erfolge in Grenzen gehalten hatten, benannte sich der Verein 1970 in 1. FCA Darmstadt um. In der Saison 1970/71 kam es in der Hessenliga zum Stadtderby zwischen dem 1. FCA Darmstadt und dem SV Darmstadt 98, der in den 1950er Jahren bereits erstklassig gespielt hatte. Vor 5.000 Zuschauern endete das Spiel beim FCA 0:0, das Rückspiel am Böllenfalltor gewannen die Arheilger jedoch mit 1:0. Trotzdem stiegen die Lilien wieder in die 2. Liga auf und boten in den Saisons 1978/79 und 1981/82 sogar Bundesliga-Fußball, sodass die anderen Darmstädter Vereine zu diesem Zeitpunkt nur im Schatten der 98er standen. Der 1. FCA jedoch hatte in der Saison 1977/78 realistische Aufstiegschancen und beantragte sogar die Lizenz für die 2. Bundesliga, doch der Aufstieg wurde verfehlt. Nach vielen Jahren in der Oberliga nahm der Abstieg seinen Lauf, bis der 1. FCA 2004 in der Bezirksliga angekommen war.
Mithilfe eines neuen Präsidiums und unter neuer sportlicher Leitung gelang ab 2007 ein erfolgreicher sportlicher Aufstieg in Arheilgen. Richard Haša kam aus der drittklassigen Regionalliga vom SV Darmstadt 98 an den Gehmer Weg und schafft es seither vereinzelt, Profis des Regionalligisten für den FCA zu verpflichten. 2008/09 gelang dann als Erstplatzierter der siebtklassigen Gruppenliga Darmstadt der Aufstieg in die sechstklassige Verbandsliga Hessen Süd. Es folgten Darmstädter Derbys mit Rot-Weiß Darmstadt und dem SV Darmstadt 98 II. Der Aufsteiger konnte sich in der Spitzengruppe halten und belegte schließlich den zweiten Platz hinter Meister Rot-Weiß Darmstadt. Es folgte die Relegation für die fünftklassige Hessenliga, bei der der 3:2-Sieg gegen den VfB Unterliederbach ausschlaggebend war. So setzte man sich in der Relegation letztendlich gegen Unterliederbach und Lehnerz durch, sodass der OSC Vellmar und der 1. FCA Darmstadt für die Hessenliga spielberechtigt waren.
Mit Richard Hasa und Živojin Juškić als sportliche Leitung gelang den Kickern aus Arheilgen in der ersten Saison in der Hessenliga der Klassenerhalt.
Am 24. Mai 2012 wurde unter Geschäfts-Nr.: 9 IN 453/12 vom Amtsgericht Darmstadt im Insolvenzantragsverfahren über das Vermögen des Vereins die vorläufige Verwaltung angeordnet. In der anschließenden Saison 2012/13 stieg der Klub in die Fußball-Verbandsliga Hessen ab. Trainer Michael Mahla wurde nach dem 28. Spieltag durch Taner Yalcin ersetzt, unter dem noch der 10. Tabellenplatz erreicht wurde und der Klassenerhalt gelang. Im Juli 2014 übernahm Daniel Ciucă das Traineramt beim 1. FCA Darmstadt. Nach zwei weiteren Spielzeiten in der Verbandsliga folgte der Abstieg in die Gruppenliga. Zum 1. Juli 2016 wurde Aydin Kurt neuer Trainer, trat aber schon nach drei Monaten zurück. Anfang 2017 hieß der neue Coach Ecevit Balaban. Doch auch er konnte nicht verhindern, dass die Arheilger direkt in die Kreisoberliga abstiegen. Im August 2017 warf Balaban das Handtuch und wurde anschließend durch Mark Dillmann als Spielertrainer ersetzt. Am Ende des Saison 2017/18 sicherte sich der Verein über die Relegationsspiele gegen die Vertreter FSV Schneppenhausen und TSV Wolfskehlen den Klassenerhalt. In der Spielzeit 2018/19 wird die Mannschaft von Marcel Bergemann trainiert. Von 2021 bis 2023 trainierte Elton da Costa die Mannschaft. Seit 2024 ist Luca Bergemann gleichzeitig Trainer und Sportlicher Leiter der Mannschaft.
Die erste und zweite Mannschaft setzt sich jeweils überwiegend aus Spielern aus Brasilien zusammen. Die erste Mannschaft wird für Kost und Logis tätig, die zweite Mannschaft gegen Zahlung eines monatlichen Betrages.

## Spieler
- Richard Haša (2007–2012), Spielertrainer